# Hendrick de Wente
Hendrick de Wente, ook Henrick, mogelijk dezelfde als Hendrick van Lochum, was een Nederlands bestuurder in de 16e eeuw.

## Biografie
De Wente zou een Gelders edelman geweest zijn. Mogelijk is hij ook te identificeren als ene Hendrick van Lochum die zich in 1515 bij de Gelderse troepen van Jancko Douwama aansloot op weg naar Dokkum. Omstreeks 1520 komt De Wente voor als grietman van Kollumerland. In dit ambt volgde hij de eveneens Geldersgezinde Gaycke van Broersma op. De Wente was met de abt van het klooster Jeruzalem (Gerkesklooster) overeengekomen dat hij ook inwoners van Burum mocht berechten. Reeds in 1523 werd Ballinck van Phaesma benoemd tot opvolger van De Wente. Ook Van Phaesma mocht de dorpsrechters van Burum aanstellen. Toch zou er tussen de latere grietman Sebastiaan van Schonenburg en de abt wel een conflict ontstaan over de jurisdictie over dit gebied.